# 韩夏存
韩夏存（1921年—1955年），陕西礼泉人，中华人民共和国政治人物。
担任青年团中央常务委员、西北工委书记。1954年，当选第一届全国人民代表大会代表。